# Apamea basalis
Apamea basalis är en fjärilsart som beskrevs av Moore 1881. Apamea basalis ingår i släktet Apamea och familjen nattflyn. Inga underarter finns listade i Catalogue of Life.